# Dendrobium trullatum
Dendrobium trullatum är en orkidéart som beskrevs av Jeffrey James Wood och Anthony L. Lamb. Dendrobium trullatum ingår i släktet Dendrobium, och familjen orkidéer. Inga underarter finns listade i Catalogue of Life.